# Чендравасіх (півострів)
Чендрава́сіх (також Доберай) — великий півострів, розташований у північно-західній частині острова Нова Гвінея, територія Індонезії.

## Географія

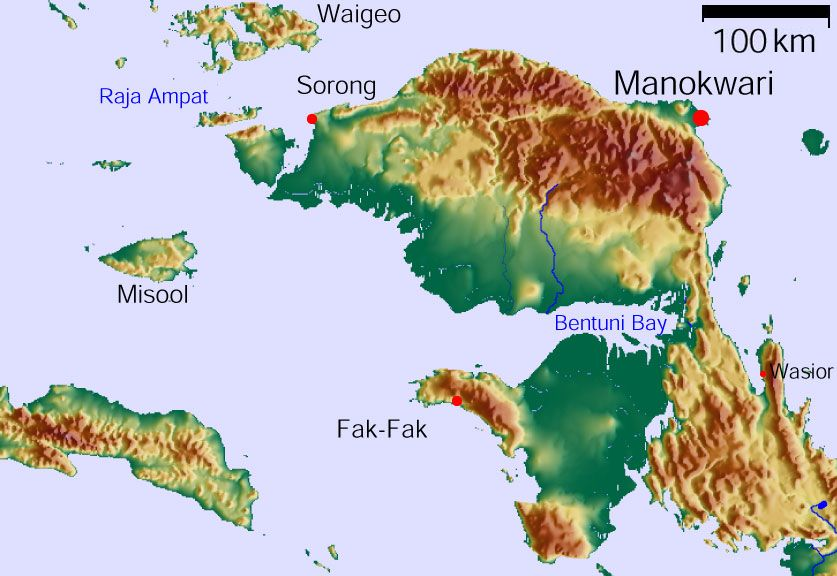
Карта півострова

Обрис півострова зовні нагадує голову птаха. Саме тому в низці мов назва півострова в перекладі означає голова птаха: англ. Bird's Head Peninsula, нім. Vogelkop, ісп. península Cabeza de Pájaro, пол. Ptasia Głowa тощо. У виданні «Атлас світу» (Київ, ДНВП «Картографія», 2002) українською мовою подано дві назви: Чендравасіх та Доберай.
Довжина півострова становить приблизно 370 км, ширина сягає до 215 км. На сході омивається однойменною затокою Чендравасіх. На сході півострова розташовані гори, на півдні — низовина. На заході лежить порт Соронг.